# رویواتس
رویواتس (به صربی: Rujevac) یک روستا در صربستان است که در Ljubovija واقع شده‌است.